# Andrzej Dębkowski

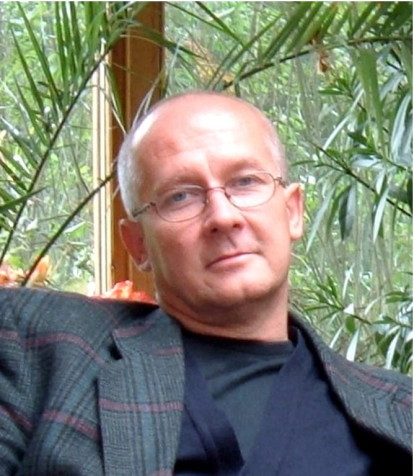
Andrzej Dębkowski, Petrykozy, październik 2005

Andrzej Dębkowski (ur. 29 stycznia 1961 w Zelowie) – polski poeta, krytyk literacki, publicysta, eseista, dziennikarz i wydawca, autor szkiców i esejów krytycznoliterackich.

## Życie
Urodził się w 1961 roku w Zelowie, gdzie mieszka do dzisiaj. Studiował w Wyższej Szkole Oficerskiej Wojsk Zmechanizowanych im. Tadeusza Kościuszki we Wrocławiu. Jest absolwentem Państwowego Zaocznego Studium Oświaty i Kultury Dorosłych w Warszawie. Twórca i redaktor naczelny „Gazety Kulturalnej”.
Współzałożyciel Klubu Literackiego „Od-Nowa” w Bełchatowie, redaktor serii wydawniczej „Biblioteka Od-Nowy”. W 1990 roku redagował pierwsze w województwie piotrkowskim pismo prywatne „Kurier Zelowski”. Był redaktorem naczelnym pisma kulturalno-społecznego „Twórca”. Współpracował z takimi pismami, jak: „Akcje i Reakcje”, „Wiadomości”, „Wieści Zelowskie”, „Nowiny Bełchatowskie”, „Piotrkowski Informator Kulturalny”, kwartalnik kulturalny „Siódma Prowincja”, „Kalejdoskop”, „Iskra” i wielu innych.

## Kariera literacka
Debiutował w 1988 roku. Publikował swoje wiersze m.in. w „Wiadomościach Kulturalnych”, „Okolicy Poetów”, „Gazecie Kulturalnej”, „Literackiej Polsce”, „Metaforze”, „Sycynie”, „Akancie”, „Siódmej Prowincji”, „Poezji dzisiaj”, „Autografie”, „Śladzie”, „Nawiasie”, „LiryDramie” oraz w kilkudziesięciu antologiach i almanachach – w prasie krajowej i zagranicznej. Autor kilkuset publikacji prasowych. Jest laureatem konkursów literackich, wielu nagród i wyróżnień. Jego wiersze tłumaczono na język włoski, czeski, litewski, estoński, rosyjski, węgierski, serbski, ukraiński, niemiecki, grecki, białoruski, hiszpański, esperanto i ukazały się drukiem w pismach literackich w Niemczech, Czechach, Rosji, na Węgrzech i na Litwie. Współpracuje, jako publicysta i eseista, z prasą kulturalną w kraju i za granicą. Jego prace eseistyczne były publikowane w wielu opracowaniach naukowych. Prowadzi blog.
Od 1997 roku należy do warszawskiego oddziału Związku Literatów Polskich, gdzie w latach 2011–2015 był członkiem Zarządu Głównego. Od 2015 roku jest członkiem Komisji Kwalifikacyjnej ZLP. W 2023 roku wybrany na wiceprezesa Zarządu Głównego.

## Nagrody i odznaczenia
Nagroda XXI Międzynarodowego Listopada Poetyckiego (1998) za książkę Paryż nie jest taki piękny... i dwukrotnie: Wielki Laur Międzynarodowej Jesieni Literackiej Pogórza: w 2000 roku za: Stworzenie platformy dyskusji kulturalnej jaką jest „Gazeta Kulturalna” oraz w 2002 roku w dziedzinie publicystyki. Srebrny Medal Towarzystwa im. Hipolita Cegielskiego w Poznaniu – Labor omnia vincit za krzewienie idei pracy organicznej (2012). Nagroda Marszałka Województwa Łódzkiego w kategorii Dziennikarz roku (2015). Nagroda im. Jarosława Iwaszkiewicza (2020). Laureat Nagrody „Superekslibrisu Wojewódzkiej Biblioteki Publicznej im. Marszałka Józefa Piłsudskiego w Łodzi” (2020). Wyróżniony Złotą Honorową Odznaką Związku Literatów Polskich (2020) oraz Honorową Odznaką Zasłużony dla Kultury Polskiej (2024). 

## Dorobek literacki
- Wierzyć w siebie (1993),
- Wiersze nowe i wybrane (1995),
- Wiersze wybrane (1996),
- Paryż nie jest taki piękny... (1998), ISBN 83-907146-3-9 – poetycka książka roku XXI Międzynarodowego Listopada Poetyckiego w Poznaniu w 1998 roku,
- Magiczne pomysły. Felietony (2001), ISBN 83-907146-8-X.
- Kiedy umiera poeta, umiera świat. Rozmowy z pisarzami (2004), ISBN 83-918518-5-0.
- 85 lat dla miasta. Historia Zelowskiego Klubu Sportowego Włókniarz (2007), ISBN 978-83-918518-8-3.
- Do wszystkich niedostępnych brzegów (2013), ISBN 978-83-930243-9-1.
- ...na ziemi jestem chwilę... (2021), ISBN 978-83-955703-2-2[potrzebny przypis].
- Między metafizyką a odpustem. Szkice krytyczne i felietony (2025), ISBN 978-83-969678-2-4

## Wystawy fotografii
- Wystawa fotografii pt. Pejzaże lata – Galeria Collage Domu Kultury w Zelowie (2014),
- Wystawa fotografii pt. Twarze poezji – Teatr Zdrojowy im. Mieczysławy Ćwiklińskiej w Polanicy-Zdroju (2015),
- Wystawa fotografii pt. Kwiaty – Galeria Collage Domu Kultury w Zelowie (2016),
- Wystawa fotografii pt. Twarze poezji – Galeria z fortepianem Łaskiego Domu Kultury (2016),
- Wystawa fotografii pt. Piękno pejzażu – Galeria Collage Domu Kultury w Zelowie (2017),
- Wystawa fotografii (wspólnie z Andrzejem Walterem) pt. Andrzeje – Andrzejowi – Teatr Zdrojowy im. Mieczysławy Ćwiklińskiej w Polanicy-Zdroju (2018),
- Wystawa fotografii pt. Światło – Galeria Collage Domu Kultury w Zelowie (2022),
- Wystawa fotografii pt. Chwile – Galeria Collage Domu Kultury w Zelowie (2023)[potrzebny przypis].